# Korneliusz (papież)
Korneliusz (ur. w Rzymie, zm. czerwcu 253 tamże) – męczennik i święty Kościoła katolickiego, 21. papież w okresie od marca 251 do czerwca 253. Imię świętego wymieniane jest w 1. Modlitwie Eucharystycznej Kanonu rzymskiego.

## Życiorys
Pochodził najprawdopodobniej ze sławnej rodziny Korneliuszów, był synem Kastyna. Był przyjacielem, a potem następcą papieża Fabiana.
Nie od razu po śmierci Fabiana wybrano nowego papieża, ponieważ nadal trwały ostre prześladowania chrześcijan i były trudności w zebraniu biskupów. W tym czasie (przez 1 rok) kościołem rządzili hierarchowie, a ich przedstawicielem był kapłan Nowacjan. Popularnym biskupem był wówczas Mojżesz, który jednak zmarł. Gdy prześladowania zelżały, zebrani biskupi wybrali Korneliusza, który w Rzymie przebywał już dłuższy czas i przeszedł tam wszystkie szczeble hierarchii kościelnej. Dla Nowacjana było to niemiłym zaskoczeniem. Przekupił on kilku biskupów, by wyświęcili go na biskupa i obrali papieżem. Wykorzystywał również liczne wpływy, by przekonać do siebie pozostałą część biskupów, jednak mu się to nie udało.
Papież i antypapież mieli również odmienne poglądy na temat ponownego przyjmowania na łono Kościoła tych co w czasie prześladowań wyparli się wiary. Korneliusz uważał, że należy ich przyjąć, gdy wypełnią zadaną pokutę – Nowacjan zaś kategorycznie nie chciał ich ponownego przyjęcia, a nawet podawał w wątpliwość prawo Kościoła do odpuszczania grzechów.
Korzystając z chwilowego pokoju i braku prześladowań po śmierci cesarza Decjusza (jesienią 251) św. Korneliusz zwołał synod (uczestniczyło w nim 60 hierarchów), na którym: potępiono poglądy Nowacjana i jego zwolenników oraz pozwolono na powrót do Kościoła apostatów po wypełnieniu przez nich pokuty. Nowacjan musiał opuścić Rzym i udał się na banicję.
Był pierwszym papieżem piszącym listy po łacinie; w jednym z nich pisze, że Kościół w Rzymie ma 46 kapłanów, 7 diakonów i tyleż samo subdiakonów, 42 akolitów, 52 egzorcystów, lektorów i ostiariuszów.
Pokój nie trwał długo, w 252 wybuchła epidemia w Rzymie. Zarządzono składanie ofiar przebłagalnych, a ponieważ chrześcijanie w nich nie uczestniczyli, Rzymianie obwiniali ich o trwanie zarazy, napadali na domy modlitwy oraz samych chrześcijan. Św. Korneliusz zginął w 253 albo w takim napadzie lub – co jest bardziej prawdopodobne – zesłany do Civitavecchia, z powodu złego traktowania. Czczony był już w pierwszych wiekach, co potwierdza tytuł znaleziony w katakumbach św. Kaliksta.
Relikwie świętego papieża rozdzielono z czasem po różnych kościołach we Francji, Włoszech i w Niemczech.
Jego święto przypada na 16 września.